# Прапатниці
Прапатниці (хорв. Prapatnice) — населений пункт у Хорватії, у Сплітсько-Далматинській жупанії у складі міста Вргораць.

## Населення
Населення за даними перепису 2011 року становило 179 осіб.
Динаміка чисельності населення поселення:

## Клімат
Середня річна температура становить 13,30 °C, середня максимальна – 26,92 °C, а середня мінімальна – 0,10 °C. Середня річна кількість опадів – 945 мм.
| Клімат поселення                              | Клімат поселення | Клімат поселення | Клімат поселення | Клімат поселення | Клімат поселення | Клімат поселення | Клімат поселення | Клімат поселення | Клімат поселення | Клімат поселення | Клімат поселення | Клімат поселення | Клімат поселення |
| Показник                                      | Січ.             | Лют.             | Бер.             | Квіт.            | Трав.            | Черв.            | Лип.             | Серп.            | Вер.             | Жовт.            | Лист.            | Груд.            |                  |
| Середній максимум, °C                         | 8,70             | 8,90             | 12,18            | 16,00            | 20,90            | 24,86            | 26,84            | 26,92            | 21,70            | 17,01            | 11,98            | 8,92             |                  |
| Середня температура, °C                       | 4,40             | 4,60             | 7,88             | 11,70            | 16,60            | 20,56            | 23,58            | 23,66            | 18,44            | 13,75            | 8,71             | 5,66             |                  |
| Середній мінімум, °C                          | 0,10             | 0,31             | 3,59             | 7,41             | 12,30            | 16,27            | 20,30            | 20,40            | 15,17            | 10,50            | 5,44             | 2,38             |                  |
| Норма опадів, мм                              | 86               | 77               | 78               | 80               | 65               | 58               | 41               | 54               | 76               | 104              | 121              | 105              |                  |
| Середньомісячна швидкість вітру, м/с          | 2.95             | 3.34             | 3.40             | 3.12             | 2.74             | 2.50             | 2.50             | 2.35             | 2.61             | 2.72             | 3.28             | 3.41             |                  |
| Середньомісячна сонячна радіація, кДж/м²·день | 5694             | 8327             | 12033            | 16221            | 19771            | 22597            | 24290            | 21596            | 16160            | 10558            | 6125             | 4773             |                  |
| --------------------------------------------- | ---------------- | ---------------- | ---------------- | ---------------- | ---------------- | ---------------- | ---------------- | ---------------- | ---------------- | ---------------- | ---------------- | ---------------- | ---------------- |
| Джерело:                                      |                  |                  |                  |                  |                  |                  |                  |                  |                  |                  |                  |                  |                  |